# Electrolux Schweiz
Die Electrolux Schweiz mit Sitz in Zürich ist die Schweizer Zweig des schwedischen Konzerns Electrolux. Sie produziert und vertreibt Haushaltsgeräte sowohl für den Privathaushalt als auch für grössere Institutionen. 
Die Electrolux Schweiz setzt sich aus der auf Haushaltgeräte fokussierten Electrolux AG in Zürich sowie der Electrolux Professional AG für Grossküchenapparate in Sursee zusammen und beschäftigt rund 870 Mitarbeitende. Das Schweizer Traditionsunternehmen Therma wurde 1978 von Electrolux gekauft und integriert. Die traditionsreiche Produktionsstätte in Schwanden wurde 2015 geschlossen.

## Ofenfabrik Sursee, Therma Grossküchen und Electrolux Professional

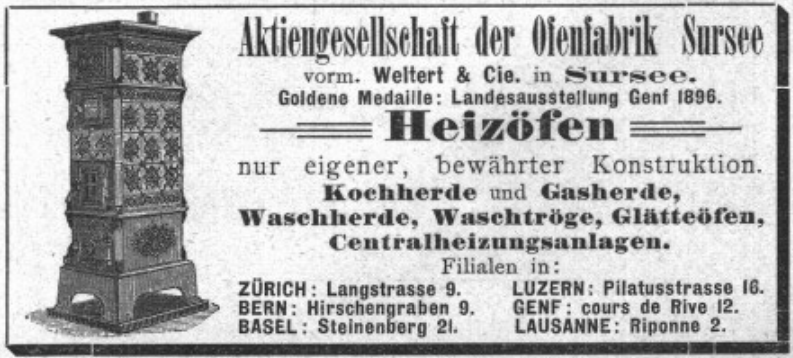
Werbung der Ofenfabrik Sursee aus dem Jahr 1900

Der Schlosser Franz Xaver Weltert produzierte 1871 in Büron und ab 1872 in Sursee zuerst mobile Öfen. Der Betrieb wuchs, 1890 kam eine Giesserei hinzu und 1892 keramische Verarbeitung. Aufgrund finanzieller Schwierigkeiten wurde 1898 der Betrieb in die Ofenfabrik Sursee AG umstrukturiert. 1909 hatte er über 350 Mitarbeiter. Die Produktpalette wuchs, verschiedene Öfen und Herde wurden produziert. Ab 1923 kamen elektrische Herde dazu. Der Name wurde in Sursee Werke AG geändert. Im Jahre 1966 erfolgte der Zusammenschluss von Sursee Werke und Elcalor in Aarau sowie von Teilen der Therma unter dem Dach der Therma Grossküchen AG. Seit 1978 ist diese Teil des Electrolux-Konzerns. 2002 ging Therma Grossküchen in der Electrolux Professional auf.
2011 errichtete die Electrolux Professional in Sursee ein neues Zentrum für Entwicklung und Produktion und konzentrierte dort etwa 200 Mitarbeiter aus den bisherigen Standorten Sursee und Aarau.
Der in Aarau ansässige Bereich Heizelemente wurde in diesem Zusammenhang 2011 als Backer ELC an den schwedischen NIBE Industrier verkauft.
Das ehemalige Verwaltungsgebäude der Ofenfabrik Sursee wurde 2002 unter Denkmalschutz gestellt.

## Therma und Electrolux Schwanden
Samuel Blumer untersuchte um die Jahrhundertwende, wie elektrische Energie in thermische Energie umgewandelt werden kann. 1904 gründete er eine kleine Fabrik in Schwanden, die 1907 mithilfe von Investoren in die Therma AG umstrukturiert wurde. Produziert wurden Bügeleisen, Boiler und vor allem Elektrokochfelder, ab 1927 Herde für Grossküchen, ab 1932 auch Kühlschränke und ab 1955 Küchenkombinationen. In der Schweiz hatte Therma eine Monopolstellung, die Produkte verkauften sich auch im Ausland gut. Die Produktionsanlagen wurden mehrfach vergrössert, gegen Ende des Zweiten Weltkriegs arbeiteten über 1'000 Mitarbeiter in Schwanden. Nach schweren wirtschaftlichen Zeiten wurde Therma 1978 von Electrolux gekauft, die Herstellung von Kühlschränken und Küchen aufgegeben. 1997 erfolgte die Trennung der Verkaufsorganisation vom Werk Schwanden als Therma Haushalt AG. 2005 fand die Integration in den Mutterkonzern als Electrolux Schwanden AG statt.
2008 waren noch 300 Mitarbeiter am Standort Schwanden tätig. Es folgte ein Arbeitsplatzabbau, begründet mit zu teuren und nicht mehr konkurrenzfähigen Produkten. 2013 wurden 80 von damals insgesamt 230 Arbeitsplätzen abgebaut. Electrolux schloss die Fabrik in Schwanden Ende 2015, verkaufte das Areal und baute die verbliebenen 120 Arbeitsplätze ab.

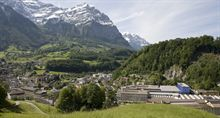
Ehemaliges Electrolux-Werk in Schwanden
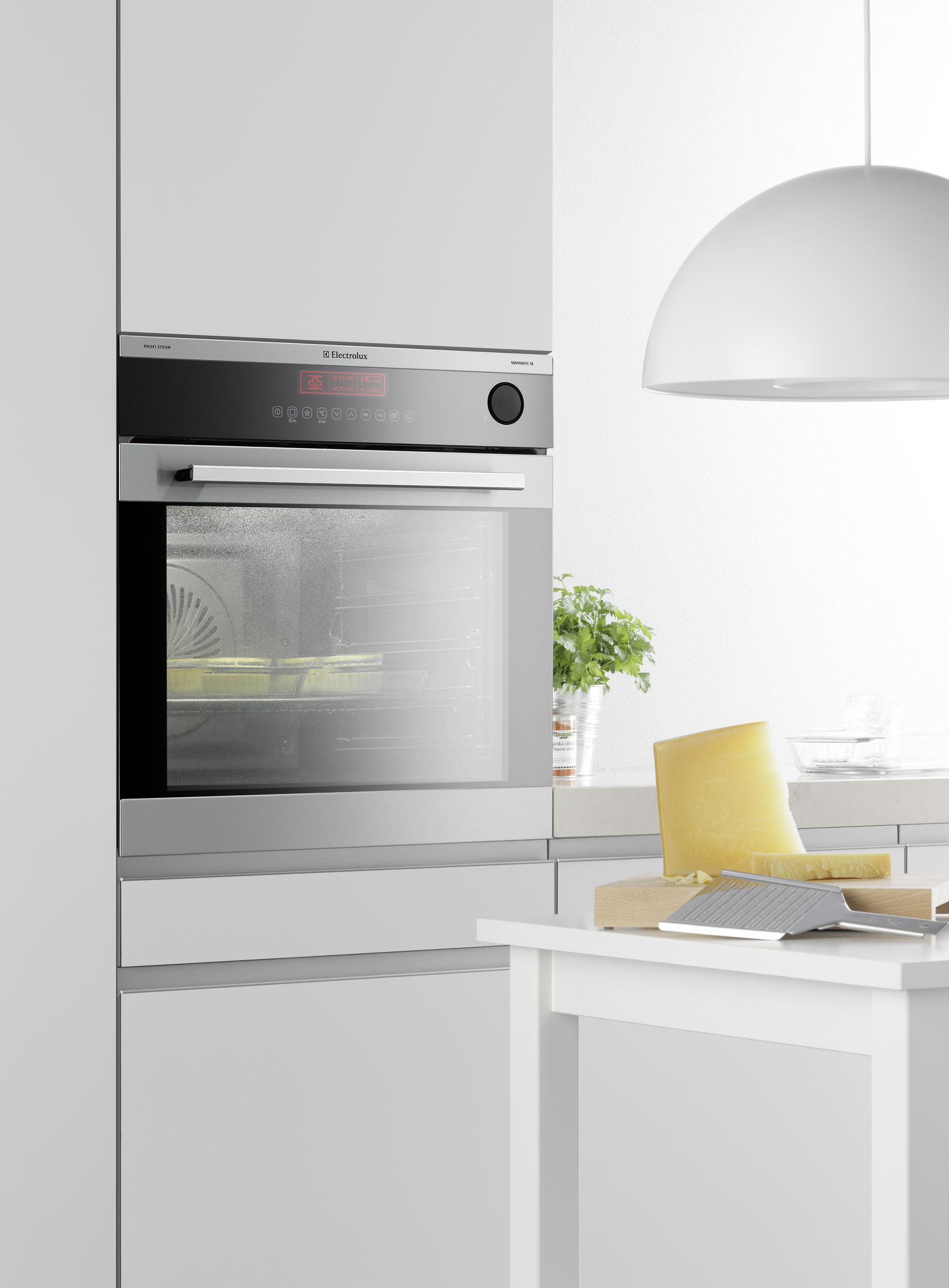
Electrolux Profi Steam EB SL 70, produziert in Schwanden
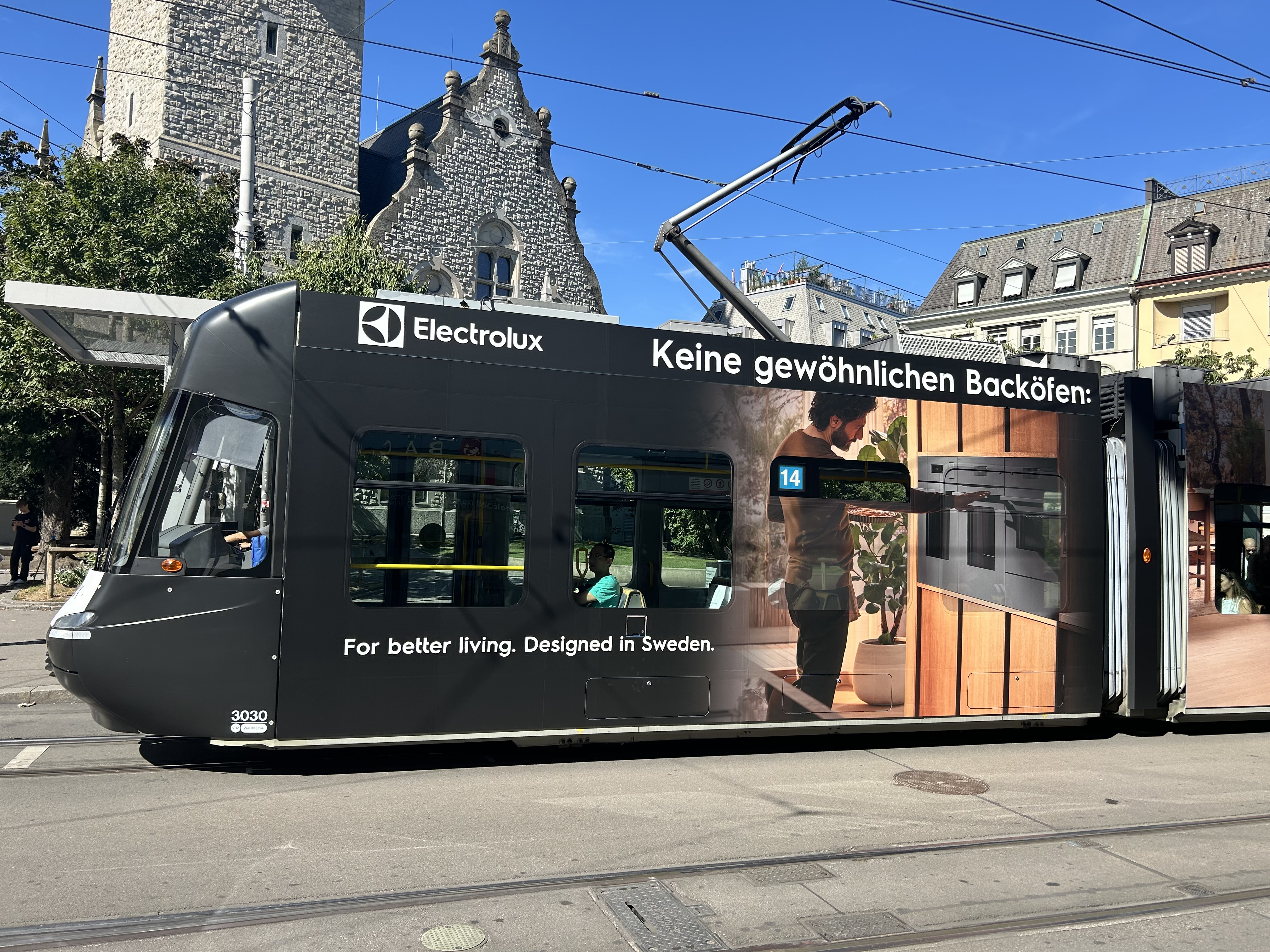
Electrolux Werbetram in Zürich

## Electrolux AG
Electrolux in Stockholm gründete 1922 die Tochter Electrolux AG in Zürich. Vertrieben wurden zuerst Staubsauger und Bohnermaschinen, später Kühlschränke, Küchenmaschinen und Geschirrspüler. 1978 übernahm Electrolux die Therma-Gruppe. Dazu gehörten Therma in Schwanden, Therma Grossküchen  in Sursee, Elcalor in Aarau und Volta in Bregenz. Die Fertigung von Kochgeräten, Dunstabzugshauben und Geschirrspülern wurden in Schwanden zentralisiert. 1980 wurden 15 Zwischenlager in ein neues Zentrallager in Mägenwil überführt. 1985 wurde die Zanker Haushaltgeräte AG übernommen. 1994 erfolgte die Übernahme der AEG Hausgeräte AG, welche dann 1998 mit Therma Haushalt AG zur A + T Hausgeräte AG zusammengeschlossen wurde. Die A + T Hausgeräte ging 2005 in der Electrolux AG auf; die Marke Therma wird nicht mehr verwendet.